# Matz (Fluss)
Der Matz ist ein Fluss in Frankreich, der im Département Oise in der Region Hauts-de-France verläuft. Er entspringt im Gemeindegebiet von Canny-sur-Matz, entwässert zuerst in südwestlicher Richtung, dreht dann auf Südost und mündet nach rund 25 Kilometern bei Thourotte als rechter Nebenfluss in die Oise. Knapp vor seiner Mündung unterquert der Matz den Canal latéral à l’Oise, der hier die Oise als Seitenkanal begleitet.

## Orte am Fluss
- Canny-sur-Matz
- Roye-sur-Matz
- Ressons-sur-Matz
- Margny-sur-Matz
- Marest-sur-Matz
- Chevincourt
- Mélicocq
- Machemont
- Thourotte